# Chaetocoelia tripunctata
Chaetocoelia tripunctata är en tvåvingeart som beskrevs av Malloch 1926. Chaetocoelia tripunctata ingår i släktet Chaetocoelia och familjen lövflugor.
Artens utbredningsområde är Panama. Inga underarter finns listade i Catalogue of Life.